# Неропля
Неро́пля (бел. Няропля) — посёлок в составе Мощаницкого сельсовета Белыничского района Могилёвской области Республики Беларусь.

## Происхождение названия
Название поселка Неропля происходит от названия реки Неропля, на которой поселок расположен. Согласно В.Н. Топорову и О.Н. Трубачеву, название реки Неропля имеет балтское происхождение - *Ner-upie / *Ner-apie. Гидроним - составной, состоит из корня ner-/nar-, распространенного в балтской гидронимии, и второго элемента, связанного с лит. upė "река".

## Население
- 2010 год — 7 человек